# Classe Izumo (cacciatorpediniere)
La classe Izumo è composta da due unità classificate ufficialmente come cacciatorpediniere portaelicotteri (Helicopter Destroyer o DDH) in servizio con la Forza marittima di autodifesa del Giappone.

## Progetto
Il programma 22DDH, approvato nel 2010, nasceva dall'esigenza di sostituire i cacciatorpediniere portaelicotteri della classe Shirane con unità tecnologicamente più avanzate e prestanti, che dovevano assumere anche il compito di comando nella flotta. Si assunse perciò come base del progetto la precedente classe Hyuga, realizzandone una versione più grande che ne ricalcava le caratteristiche, e potenziando le capacità di operare con un'ampia e varia componente aerea.

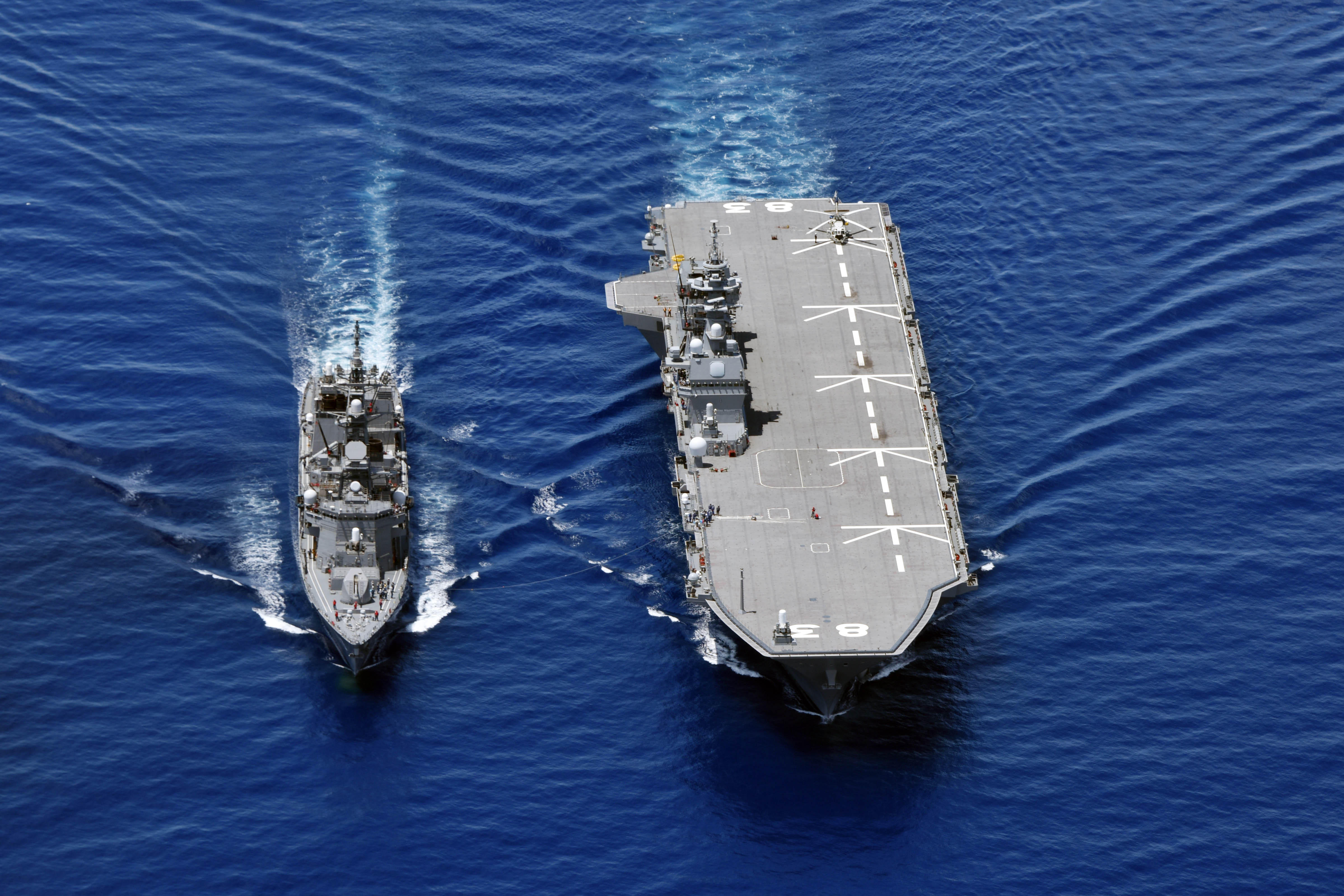
Il confronto con il cacciatorpediniere Sazanami mostra chiaramente le dimensioni e le caratteristiche della portaeromobili Izumo.

Di conseguenza le navi assomigliano molto a delle portaerei, cosa che ha provocato anche le proteste della Cina, ma tuttavia il ponte di volo non presenta un trampolino (ski-jump) per favorire il decollo corto, né catapulte. Per il ministero della Difesa giapponese le navi sono concepite primariamente per la lotta antisommergibile, e come ruolo secondario in supporto ai soccorsi umanitari in caso di disastri naturali.

## Caratteristiche

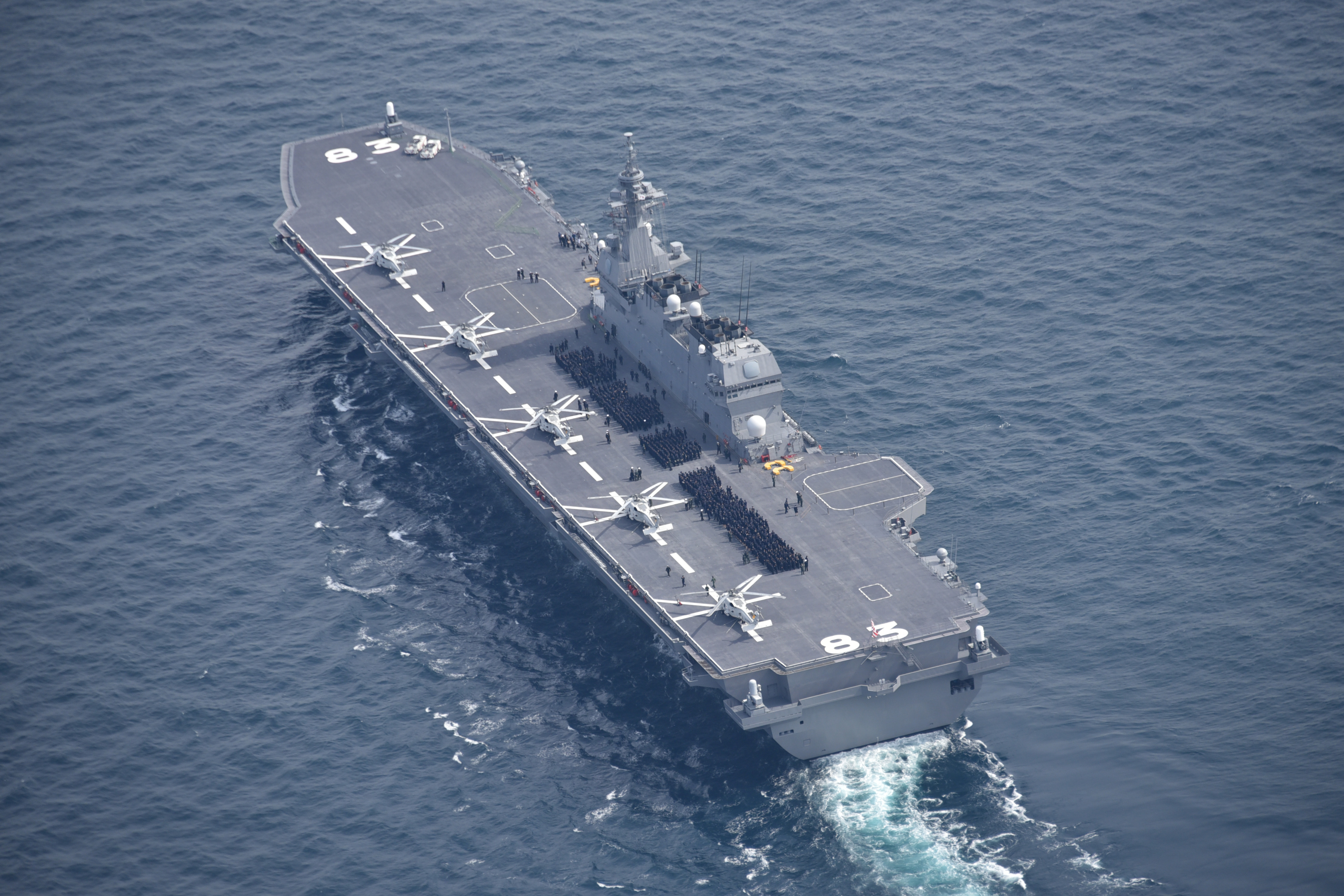
Izumo vista dall'alto.

Le portaelicotteri classe Izumo hanno un dislocamento a pieno carico di 26.000 tonnellate, sono lunghe 248 metri, dispongono di un apparato propulsivo in configurazione COGAG basato su 4 turbine a gas General Electric LM2500, prodotte su licenza da Ishikawajima-Harima,  che consentono una velocità massima di 30 nodi. L'equipaggio è costituito da 520 persone. La componente di volo è composta da un mix di elicotteri antisom Mitsubishi-Sikorsky SH-60 e contromisure mine Leonardo Kawasaki MCH-101, mentre l'armamento difensivo è costituito da 2 sistemi missilistici superficie-aria a corto raggio Raytheon SeaRAM e da 2 CIWS Vulcan Phalanx da 20 mm.

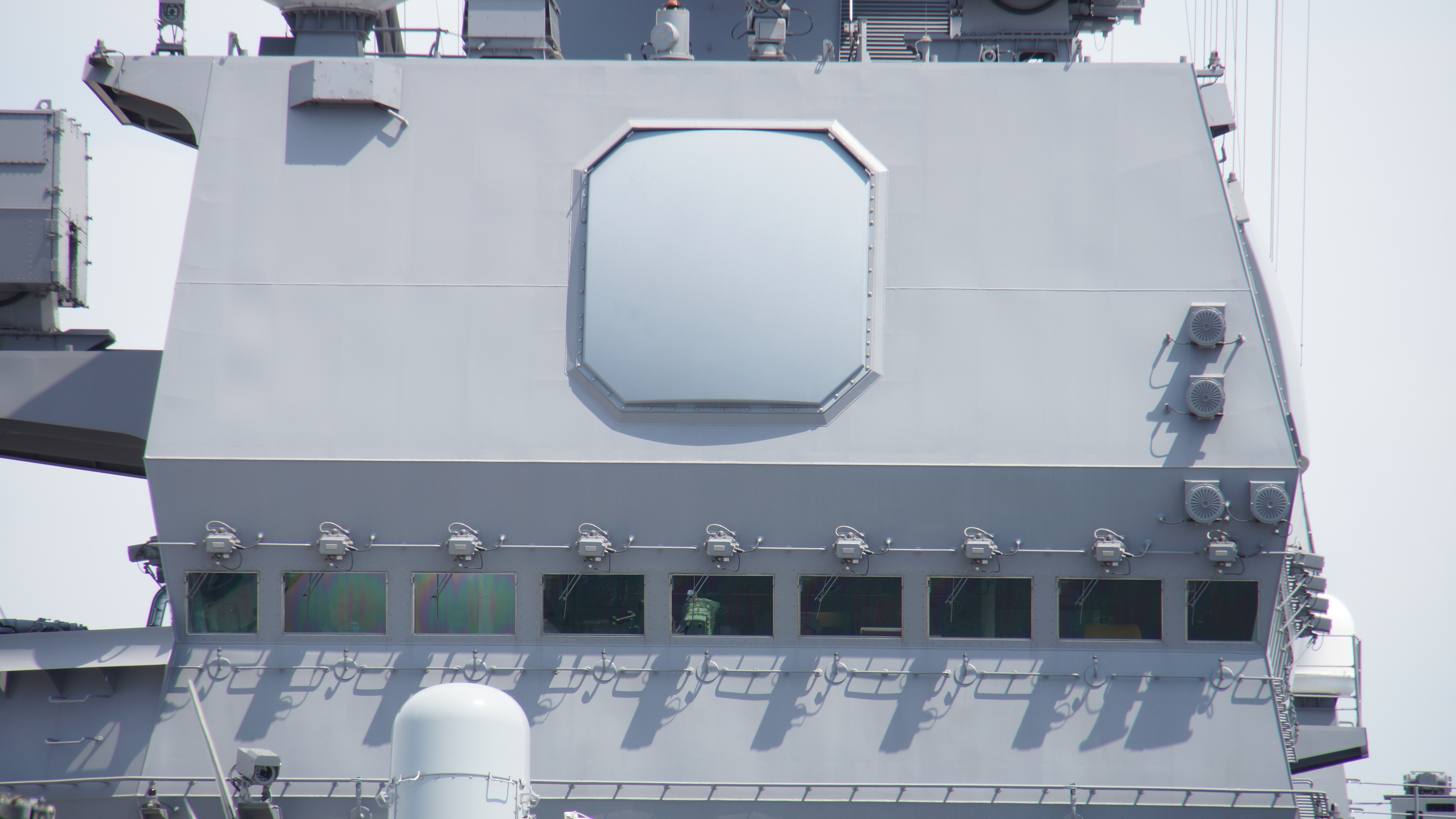
Il radar di scoperta aerea OPS-50.

I sensori e la dotazione elettronica includono un radar di scoperta aerea OPS-50 in banda C con una portata di 370 km, un radar di scoperta di superficie OPS-28 in banda C con una portata di 200 km, e un radar di navigazione OPS-20. Per la lotta antisom è impiegato un sonar a scafo OQQ-23 montato nel bulbo di prua. I dispositivi per la guerra elettronica comprendono un impianto NOLQ-3D-1 per il rilevamento e il disturbo delle onde radio, e lanciatori di chaff e flare Mk. 137 SRBOC.

## Conversione in portaeromobili
Il 18 dicembre 2018 è stata approvata la trasformazione in portaeromobili STOVL per imbarcare gli F-35B. Le modifiche prevedevano l'aggiunta di un rivestimento sul ponte di volo resistente al calore del getto del motore degli aerei. Inoltre era stabilita una ristrutturazione degli spazi interni della nave per ospitare il personale di volo, e cambiamennto più importante, la trasformazione e l'allargamento della parte anteriore del ponte di volo. Tuttavia, venne deciso di non aggiungere uno ski-jump, ma piuttosto di modificare la forma trapezoidale del ponte di volo, rimodellandola in modo da assumere una forma rettangolare sulla fattispecie di quelle delle unità d'assalto anfibio statunitensi classe Wasp e classe America.
A giugno 2020, Tokyo ha avviato il processo di conversione parziale della prima delle due unità della classe, per permettere a questa di poter imbarcare gli aerei a decollo corto e atterraggio verticale F-35B.
La prima unità, la capoclasse Izumo, ha iniziato a essere sottoposta alla modifica dalla Japan Marine United (JMU) Corporation nel cantiere navale Isogo della società nella città di Yokohama.
Il 5 ottobre 2021, il Ministero della Difesa giapponese annunciò che, il 3 ottobre, due F-35B Lightning II del Corpo dei Marines statunitensi avevano effettuato per la prima volta appontaggi e decolli dalla portaelicotteri JS Izumo (DDH-183), che si apprestava così a trasformarsi in una vera e propria portaerei. 
Gli F-35B, che operavano dalla Marine Corps Air Station Iwakuni, effettuarono le prove mentre la Izumo navigava al largo dell'isola giapponese di Shikoku.

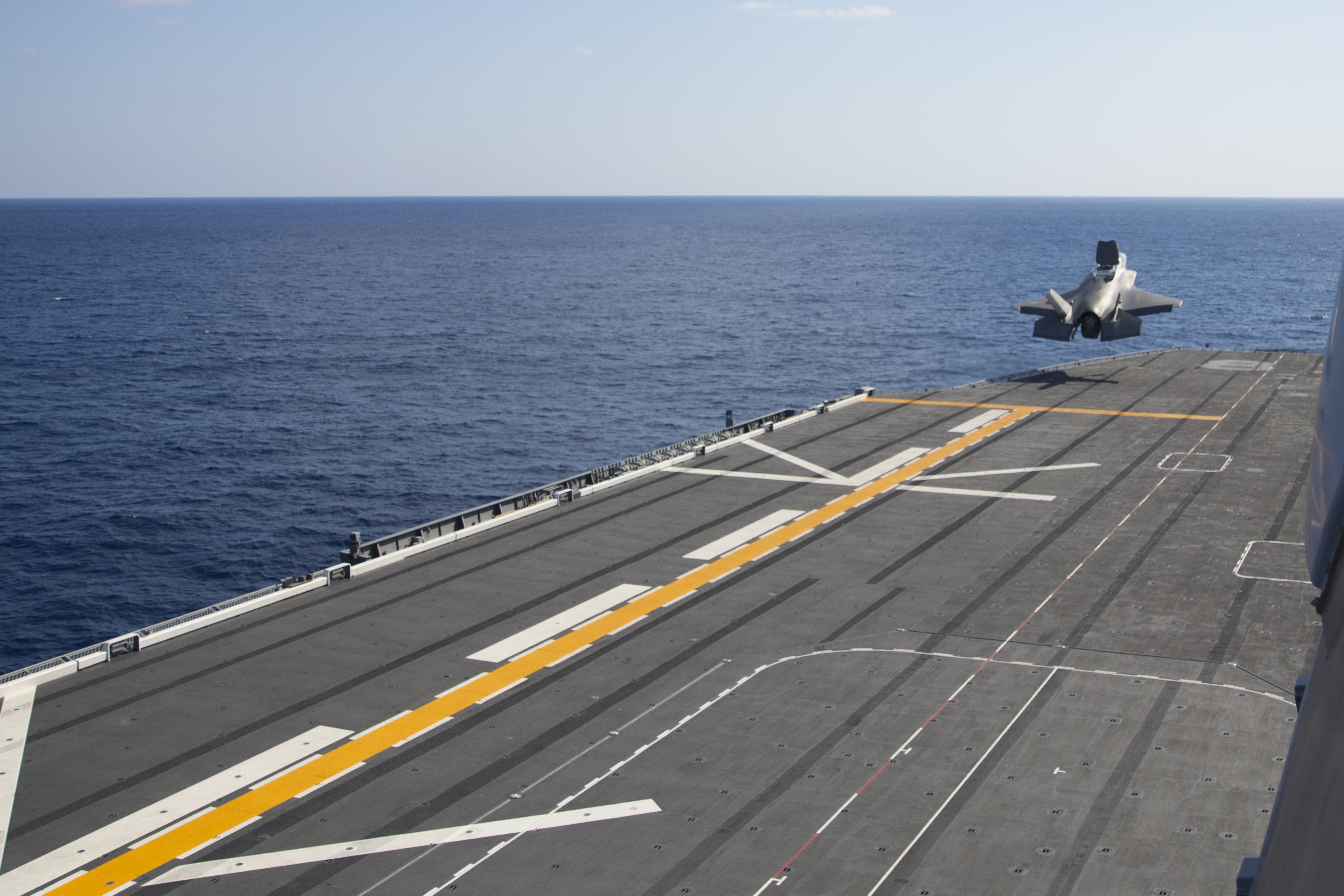
Izumo lancia gli F-35B del Corpo dei Marines degli Stati Uniti.

L'8 novembre 2023 sono stati completati i lavori che hanno trasformato la Kaga, seconda unità della classe Izumo, in una portaerei in grado di operare con i cacciabombardieri F-35B. Le operazioni si sono svolte presso il cantiere della Japan Marine United (JMU) a Kure, nella prefettura di Hiroshima. I lavori hanno comportato modifiche strutturali importanti, con l'allargamento del ponte di volo, la trasformazione della parte anteriore del ponte che ha assunto una forma rettangolare al posto di quella trapezoidale, il rinforzo della struttura, la ricostruzione della prua, e la stesura di materiale termoresistente al calore dei getti di scarico degli aerei. Altre modifiche minori hanno riguardato lo spostamento dei sistemi CIWS (Close-In Weapon System) e di alcune antenne, e infine l'installazione di luci e segnalatori.

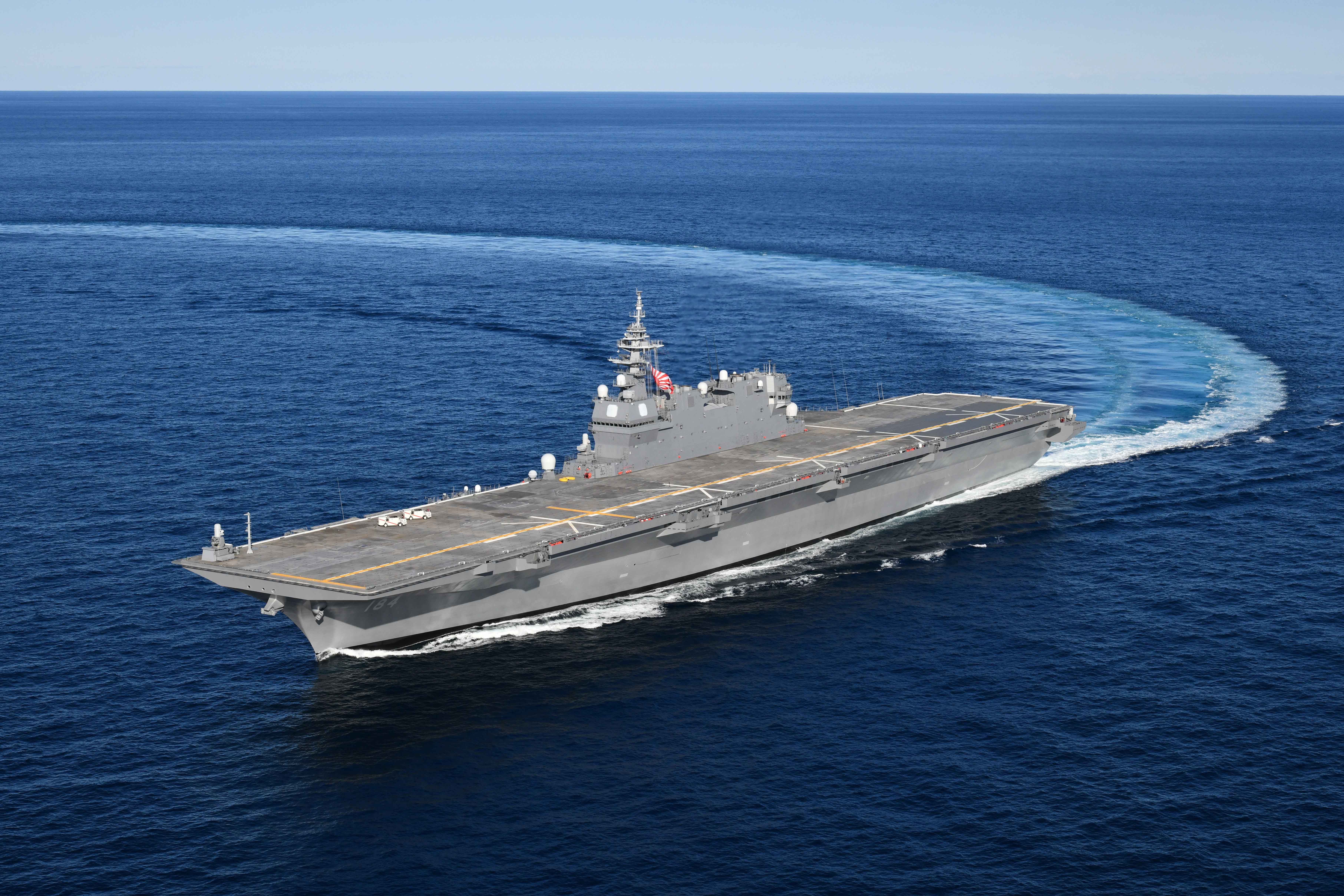
Immagine della portaerei Kaga dopo le modifiche.

Dal 5 ottobre al 18 novembre 2024 la Kaga ha condotto un'esercitazione al largo di San Diego in California, che ha permesso di svolgere con successo le prove di abilitazione per l'impiego degli F-35B, effettuando atterraggi e decolli dal ponte di volo.

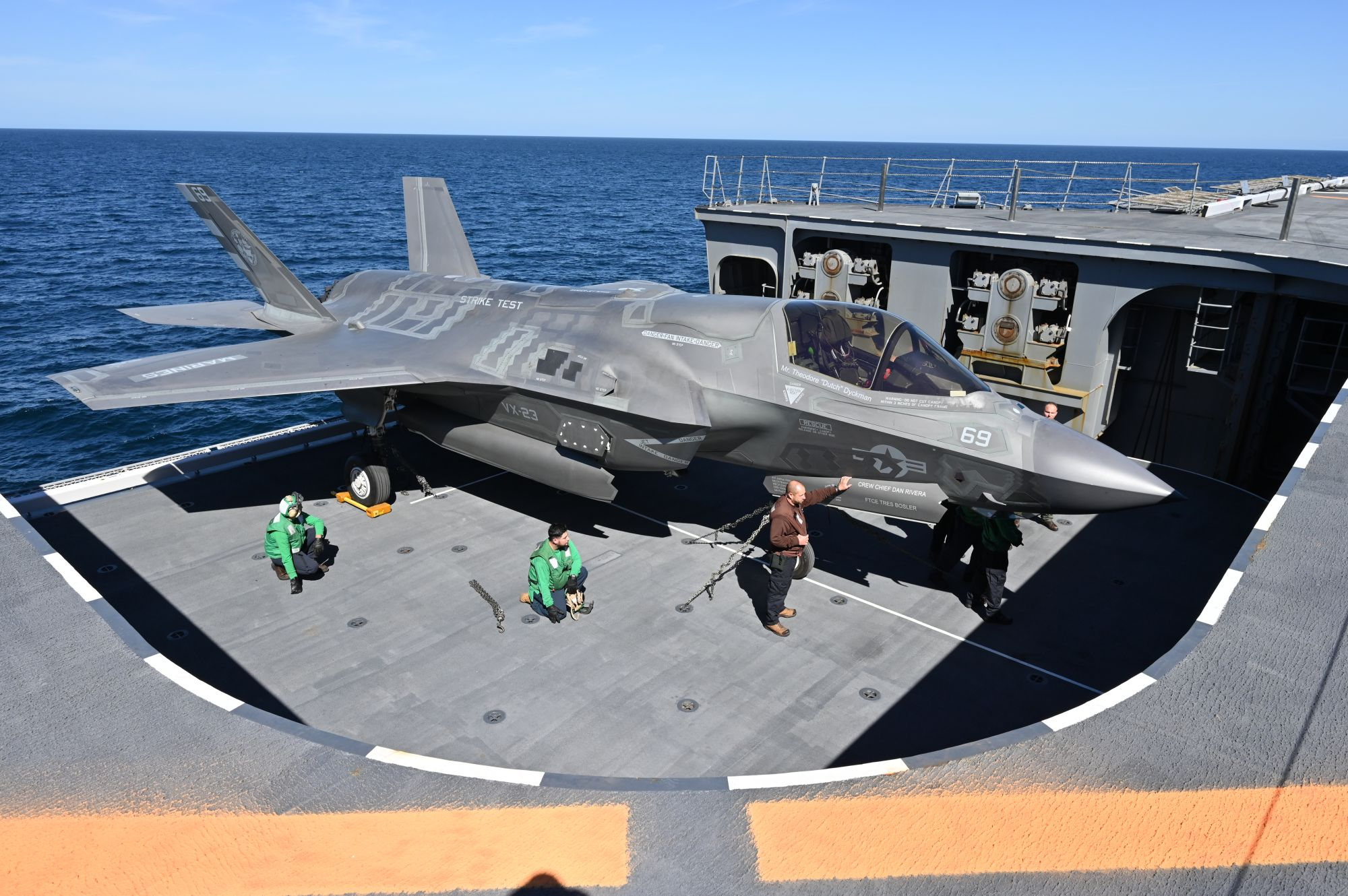
Un cacciabombardiere F-35B sull'elevatore della Kaga.

## Denominazione
Le unità della classe Izumo sono state classificate come Helicopter Destroyer, essendo entrate in servizio per sostituire I precedenti cacciatorpediniere portaelicotteri della classe Shirane. Tuttavia il progetto iniziale prevedeva già il possibile impiego come portaerei STOVL, e i successivi lavori di conversione in portaeromobili hanno superato questa ambiguità. Perciò nel 2019 il governo giapponese ha deciso di definire queste unità come tayōto bōei kūbo (portaerei difensiva multiuso), inventando questa denominazione appositamente. Pur conservando le loro capacità di sorveglianza e pattugliamento, e mantenendo una componente aerea costituita da elicotteri antisom, si aggiungeva quindi anche l'integrazione degli aerei F-35B, e una nuova definizione ufficiale. Questa denominazione non ha però comportato il cambiamento del pennant number e la precedente classificazione delle unità, ma ha soltanto uno scopo interpretativo ed esplicativo.

## Servizio operativo
La Izumo è entrata in servizio il 25 marzo 2015, ed è stata assegnata alla 1ª Squadriglia (Dai ichi goei tai) della 1ª Flottiglia (Dai ichi goei taigun) di base a Yokosuka. Invece la 'Kaga è entrata in servizio il 22 marzo 2017, ed è stata assegnata alla 4ª Squadriglia (Dai yon goei tai) della 4ª Flottiglia (Dai yon goei taigun) di stanza nella base navale di Kure.

## Unità

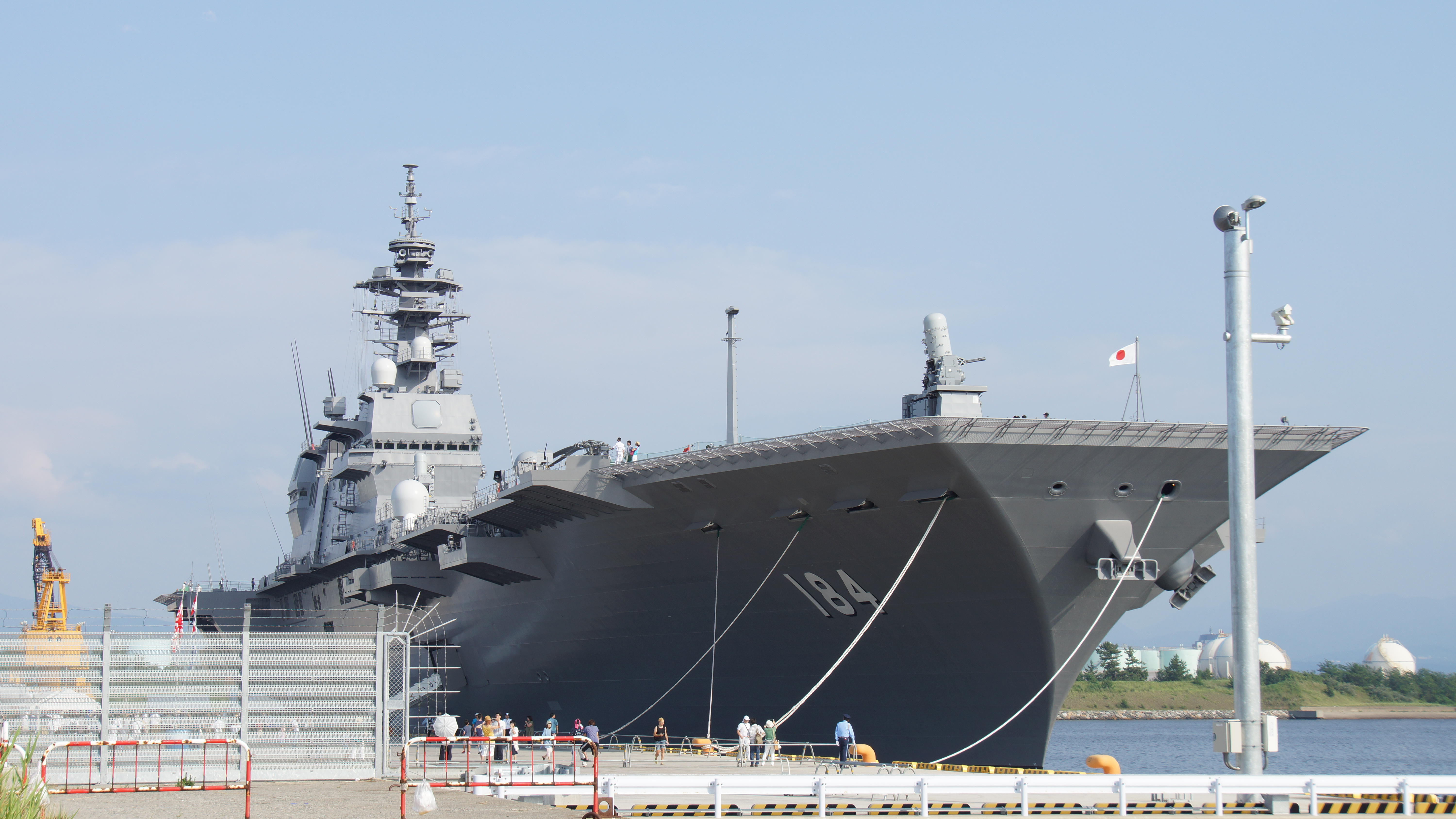
JS Kaga ormeggiata a Kanazawa

| Nome  | Distintivo ottico | Impostazione    | Varo           | Entrata in servizio | Destino finale |
| ----- | ----------------- | --------------- | -------------- | ------------------- | -------------- |
| Izumo | 183               | 27 gennaio 2012 | 6 agosto 2013  | 25 marzo 2015       |                |
| Kaga  | 184               | 7 ottobre 2013  | 27 agosto 2015 | 22 marzo 2017       |                |